# Polymixis bousseaui
Polymixis bousseaui är en fjärilsart som beskrevs av Lucas 1934. Polymixis bousseaui ingår i släktet Polymixis, och familjen nattflyn. Inga underarter finns listade.